# Christián Herc
Christián Herc (Levice, 30 de septiembre de 1998) es un futbolista eslovaco que juega en la demarcación de centrocampista para el DAC Dunajská Streda de la Superliga de Eslovaquia.

## Selección nacional
Tras jugar en distintas categorías inferiores de la selección, el 29 de marzo de 2022 hizo su debut con la selección de fútbol de Eslovaquia en un encuentro amistoso contra Noruega que finalizó con un resultado de 2-0 a favor del combinado noruego tras los goles de Erling Haaland y Martin Ødegaard.

## Clubes
| Club                         | País            | Año       | Partidos | Goles |
| ---------------------------- | --------------- | --------- | -------- | ----- |
| DAC Dunajská Streda (cedido) | Eslovaquia      | 2018-2019 | 50       | 6     |
| FC Viktoria Plzeň (cedido)   | República Checa | 2019-2020 | 3        | 0     |
| MFK Karviná (cedido)         | República Checa | 2020-2021 | 32       | 7     |
| Grasshopper Club Zúrich      | Suiza           | 2021-2023 | 70       | 8     |
| DAC Dunajská Streda          | Eslovaquia      | 2023-     | 69       | 1     |